# Пышненко, Владимир Васильевич
Владимир Васильевич Пышненко (род. 25 марта 1970, Ростов-на-Дону, РСФСР, СССР) — советский и российский пловец, заслуженный мастер спорта (1992).
Победитель чемпионата Европы 1991 (в эстафете 4×200 м вольным стилем) и 1993 годов (в эстафетах 4×100 м и 4×200 м вольным стилем). Чемпион Олимпийских игр 1992 в эстафете 4×200 м вольным стилем (выступал в составе Объединённой команды, установившей мировой рекорд — 7:11,95). Серебряный призёр Олимпиады-1992 в эстафете 4×100 м вольным стилем (в финале не участвовал) и в комбинированной эстафете 4×100 м (в финале не участвовал). Экс-рекордсмен мира в эстафете 4 × 200 вольным стилем.
Тренер — Шевелев Георгий Викторович.

## Награды
- Медаль ордена «За заслуги перед Отечеством» II степени (6 января 1997 года) — за заслуги перед государством и высокие спортивные достижения на XXVI летних Олимпийских играх 1996 года[1]